# Chrysosoma compressum
Chrysosoma compressum är en tvåvingeart som beskrevs av Becker 1922. Chrysosoma compressum ingår i släktet Chrysosoma och familjen styltflugor. Inga underarter finns listade i Catalogue of Life.